# Scymnus tropicus
Scymnus tropicus  (лат.) — вид божьих коровок рода Scymnus из подсемейства Scymninae (Coccinellidae). Юго-Восточная Азия.

## Распространение
Южный Китай (провинция Юньнань).

## Описание
Мелкие жуки длиной от 1,50 до 1,71 мм (ширина 1,05–1,17), овальной выпуклой формы, в спинной части с белым опушением. Основная окраска пронотума, усиков и головы желтовато-коричневая; ноги жёлтые, скутеллюм и надкрылья чёрные (у вершины желтовато-коричневые). Сходен с видом Scymnus obliquophyllus Chen et Ren, 2015, отличаясь особенностями строения гениталий самцов (длинным пенисом) и более мелкими общими размерами тела. 
Усики 11-члениковые, булава из 3 сегментов. Голова, лабрум и клипеус поперечные. Усики прикрепляются перед линией глаз. Нижнегубные щупики 3-члениковые. Скутеллюм мелкий, треугольный. Надкрылья в основании шире пронотума, с нерегулярной пунктировкой. Голени без вершинных шпор. Лапки 4-члениковые. Брюшко с шестью вентритами. 
Вид был впервые описан в 2015 году китайскими энтомологами С. Ченом (Xiaosheng Chen) и Ш. Реном (Shunxiang Ren) (Engineering Research Center of Biological Control, Ministry of Education; College of Natural Resources and Environment, Южно-китайский сельскохозяйственный университет, Гуанчжоу, Китай). Видовое название S. tropicus дано по признаку встречаемости в тропических лесах.